# خلية ألفا
خلايا الفا هي خلايا محيطية كبيرة الحجم وهي موجودة في جزر لانغرهانس بالبنكرياس تحيط بخلايا بيتا . تقوم خلايا الفا بافراز الجلوكاجون (بالإنجليزية: Glucagon) وهو هرمون عديد الببتيد المهم لأيض الكربوهيدرات ، ويتم إطلاقه عندما تصبح مستويات جلوكوز الدم منخفضة لينظم نسبة السكر في الدم، فيقوم بحث الكبد على تحويل الجليكوجين المخزن إلى غلوكوز وطرحه في مجرى الدم، فيمنع بذلك حدوث انخفاض جلوكوز الدم (Hypoglycemia). يعتبر عمل الجلوكاجون مضاد لعمل الإنسولين.